# Zhang Lu (astronaute)
Pour les articles homonymes, voir Zhang Lu.
Zhang Lu (chinois : 张陆 ; pinyin : Zhāng Lù) est un astronaute chinois.
Né dans la ville de Xi'an, dans la province du Shaanxi, Zhang Lu est un astronaute de la Brigade des astronautes de l'Armée de libération du peuple chinois. Il a servi comme pilote de chasse dans l'armée de l'air de l'Armée de libération du peuple chinois. En mai 2010, il a été sélectionné comme deuxième groupe d'astronautes de la Brigade d'astronautes de l'Armée populaire de libération de Chine. En 2016, il a participé à la formation spéléologique organisée par l'Agence spatiale européenne en Italie. Dans le même temps, c'est aussi le dernier astronaute à effectuer une mission parmi tout le second lot de membres sélectionnés.
Il participe à la mission Shenzhou 15 en novembre 2022.